# Марота (Пезаро и Урбино)
Марота (итал. Marotta) је насеље у Италији у округу Пезаро и Урбино, региону Марке.
Према процени из 2011. у насељу је живело 12525 становника. Насеље се налази на надморској висини од 0 м.